# Istraživačka loža
Istraživačka loža je posebna vrsta masonske lože posvećena istraživanju slobodnog zidarstva, širenju masonskih učenja i produbljivanju razumijevanja slobodnozidarske misli, povijesti i tradicije. Kao deputacijska loža, djeluje pod zaštitom određene velike lože, no za razliku od uobičajenih loža, ne dodjeljuje stupnjeve i ograničava članstvo isključivo na majstore iz te velike lože.

## Općenito
Ova vrsta lože okuplja intelektualce, istraživače i znanstvenike s ciljem istraživanja slobodnozidarskih tema kroz interdisciplinarni pristup, uključujući povijest, filozofiju, simboliku i društvene aspekte slobodnog zidarstva. Rezultati njihovog rada često se objavljuju u obliku stručnih članaka, zbornika radova ili periodičnih publikacija.
Najpoznatija i najstarija istraživačka loža je "Quatuor Coronati" br. 2076, osnovana 1886. godine pod okriljem Ujedinjene velike lože Engleske. Ova loža, poznata po svom akademskom pristupu i strogoj metodologiji istraživanja, prihvaća članove iz cijelog svijeta putem svog Dopisnog kruga (engl. Correspondence Circle), omogućujući globalnu razmjenu znanja i ideja.
Danas istraživačke lože djeluju u većini zemalja gdje postoji slobodno zidarstvo, a mnoge od njih izdaju redovite publikacije, poput časopisa, biltena ili zbornika eseja, čime značajno doprinose očuvanju i razvoju slobodnozidarske misli i kulturnog nasljeđa.

## Slične organizacije
Masonska istraživačka društva predstavljaju srodne organizacije koje imaju istu misiju, ali djeluju izvan formalne masonske strukture, pružajući prostor za širi dijalog i suradnju s istraživačima koji nisu slobodni zidari. Primjer ovakvog društva je Masonski institut Francuske.

## Istraživačke lože
Ovo su neki od postojećih istraživačkih loža u Europi pod okriljem regularnih velikih loža:
- Regularna velika loža Belgije – Loža "Masonska umjetnost" br. 30, Bruxelles
- Velika loža Češke – Loža "Quatuor Coronati" br. 9, Prag[4]
- Velika loža Danske – Loža "Friederich Münter" br. 1, Kopenhagen[5]
- Simbolička velika loža Mađarske – Loža "Quatuor Coronati", Budimpešta[6]
- Ujedinjena velika loža Engleske:
  - Loža "Quatuor Coronati" br. 2076, London[7]
  - Loža "Istraživanje" br. 2429, Leicester[8]
- Velika loža Estonije – Loža "Oziris" br. 7, Tallinn
- Velika loža Hrvatske – Loža "Quatuor Coronati" br. 7, Zagreb
- Velika loža Latvije Loža "Academia Petrina" br. 12
- Velika loža Norveške – Loža "Niels Treschow" br. 900, Oslo[9]
- Velika loža Španjolske:[10]
  - Loža "Quatuor Coronati" br. 18, Barcelona
  - Loža "Atanor" br. 47, Madrid
  - Loža "Sveti Jakov" br. 140, Santiago de Compostela
  - Loža "Iskupljenje" br. 167, Getafe
  - Loža "Seneka" br. 179, Málaga
  - Loža "Euklid" br. 183